# رزانه

ساختار شیمیایی رزانه نیلی، رنگ آبی شلوار جین، که زمانی از گیاهان استخراج می‌شد، رزانهٔ نیلی امروزه تقریباً به‌صورت منحصربه‌فرد به‌صورت صنعتی ترکیب می‌شود.

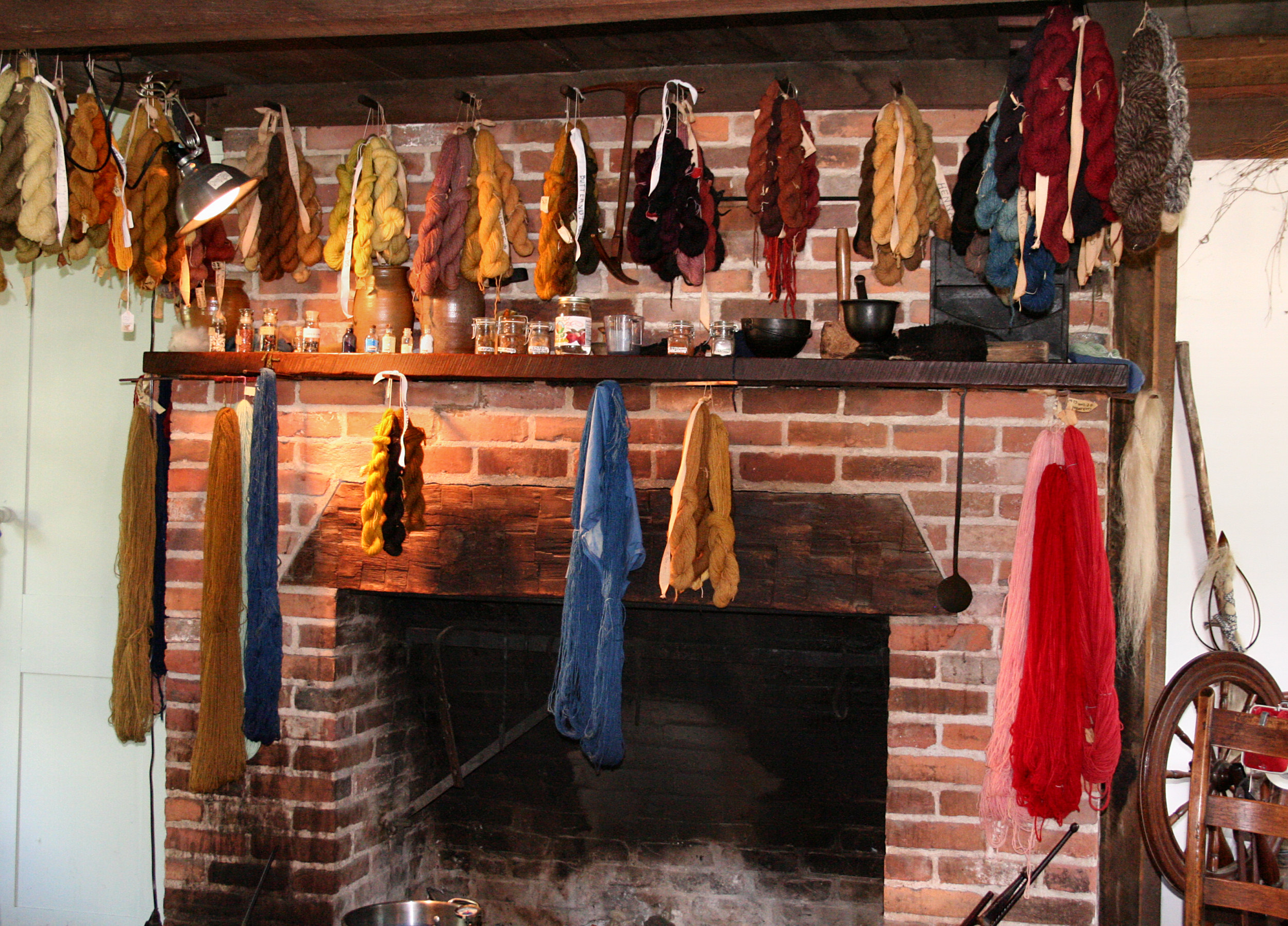
خشک شدن نخ پس از رنگ‌آمیزی در سنت‌های اولیهٔ آمریکایی

رزانه یا جوهر (حاجب) یک مادهٔ رنگی است که با سوبسترایی که به آن زده می‌شود واکنش شیمیایی برقرار می‌کند و این فرق رزانه با رنگدانه است که از نظر شیمیایی با موادی که آن را رنگ می‌کند ترکیب نمی‌شود. رزانه معمولاً به صورت محلول آبی استفاده می‌شود و ممکن است برای بهبود ثبات رنگ بر روی الیاف نیازمند ثابت‌کننده باشد.
جوهر و رنگدانه هر دو رنگی هستند چون فقط برخی از طول موج‌های نور رنگی را جذب می‌کنند. رزانه‌ها اغلب در آب قابل حل‌اند درحالی‌که رنگدانه‌ها غیرقابل حل هستند. برخی رزانه‌ها را می‌توان با افزودن نمک به حالت نامحلول درآورد که در این صورت به این ماده رنگزا، رزدانه (رنگدانه لاکی) می‌گویند. یکی از انواع کاربرد آن در حوزهٔ پزشکی جهت تشخیص عروق و آنژیوگرافی است.

## انواع
- رزانهٔ خودکار
- رزانهٔ خودنویس و روان‌نویس
- رزانهٔ استامپ
- رزانهٔ ماژیک
- رزانهٔ کارتریج پرینتر

## ویژگی‌ها
رزانه‌ها در رنگ‌های مختلف تولید می‌شوند، و عموماً باتوجه به حل شدن در آب و ضدآب بودنشان در دو نوع ساخته می‌شوند. بیشتر رزانه‌ها از نوع سمی و شیمیایی تهیه شده‌اند، مگر این‌که بر روی محصول عبارت غیر سمی درج شده باشد. در رزانه‌دان‌های چاپگرهای رنگی از نوع فتو یا به عبارتی نوعی که قابلیت چاپ عکس را دارا است شش رنگ وجود دارد که قسمت رنگی آن دارای سه رنگ اصلی آبی - قرمز -زرد- مشکی است و در قسمت رنگ‌های فرعی با توجه به مدل چاپگر از انواع کم‌رنگ رنگ‌های گروه اول استفاده می‌شود و پرینتر با ترکیب کردن این چند رنگ رزانه میلیون‌ها رنگ را بازسازی می‌نماید.